# Mattagamite
La mattagamite è un minerale appartenente al gruppo della marcasite.